# Adrogué
Adrogué è una città dell'Argentina situata nella provincia di Buenos Aires, capoluogo del partido di Almirante Brown. Cittadina prettamente residenziale, è interamente inclusa nell'area metropolitana della capitale argentina. 

## Geografia
Adrogué è situata nella parte sud dell'area metropolitana bonaerense, a 25 km a sud dal centro di Buenos Aires.

## Etimologia
Il nome della città deriva dal proprietario terriero Esteban Adrogué, il quale cedette i terreni sulla quale sarebbe poi sorta la città e che fu fondatore anche di Lomas de Zamora. Adrogué propose che la stazione ferroviaria locale fosse intitolata ad Almirante Brown, ma il nome era già stato utilizzato per altre località circostanti. Dal momento che fosse consuetudine dedicare la stazione al donatore dei terreni, questa fu ribattezzata stazione Adroguè, sebbene per circa un secolo la città continuò a venir chiamata Almirante Brown su diversi documenti ufficiali. Fu solo alla fine degli anni '90 che fu stabilito Adrogué come unico nome per la località.

## Storia
Nel marzo 1873 Mariano Acosta, governatore della provincia di Buenos Aires, approvò il piano urbanistico che prevedeva la fondazione di una cittadina che sarebbe dovuta diventare il capoluogo del partido di Almirante Brown. l progetto, realizzato dagli architetti italiani Nicola e Giuseppe Canale, prevedeva un insediamento, dotato di edifici pubblici e privati, basato su uno schema geometrico di stampo rinascimentale, con strade in diagonale, piazze e viali. Adrogué fu anche luogo di residenza di alcune famiglie di origine britannica, tra cui alti funzionari delle ferrovie locali.

## Monumenti e luoghi d'interesse
- Castelforte, residenza degli architetti Canale.
- Monumento all'ammiraglio William Brown
- Monumento ad Esteban Adrogué
- Palazzo Municipale

## Cultura
Jorge Luis Borges, scrittore argentino, trascorse gran parte della sua infanzia ad Adrogué, legandosi alla città al punto da dedicarle un libro di poesie che porta il suo nome.

### Istruzione

#### Musei
- Museo e Archivio Storico "La Cucaracha"
- Casa Borges

## Infrastrutture e trasporti

### Ferrovie
Adrogué è servita da una propria stazione ferroviaria posta lungo la linea suburbana Roca che unisce le località del sud dell'area metropolitana bonaerense con Buenos Aires.

## Sport
La principale società calcistica della città di Adrogué è il Club Atlético Brown.